# Villamor de Órbigo
Villamor de Órbigo es una localidad de España, en la provincia de León, comunidad autónoma de Castilla y León y que forma parte del municipio de Santa Marina del Rey. Tiene una población de 280 habitantes (INE 2023). Está situado en el margen izquierdo del río Órbigo, dos kilómetros al norte de Hospital de Órbigo. La principal base económica del pueblo es la agricultura y la ganadería.
Los principales municipios de los alrededores que lindan con Villamor son:
- al norte con Santa Marina del Rey, a la que se llega a través de la carretera CV-161-2
- al sur con Hospital de Órbigo
- al oeste con Benavides de Órbigo. A Benavides se puede llegar a través de un camino rural atravesando el río por la pasarela.

## Historia
Se cree que Villamor pudo ser fundada en la primera mitad del siglo X coincidiendo con la repoblación de las zonas comprendidas entre la cordillera Cantábrica y el río Duero.
Hay documentos según los cuales, en el año 1442 el señorío de Villamor de Órbigo pertenecía a la familia Quiñones (a la que pertenecía Suero de Quiñones, caballero que llevó a cabo el torneo del Paso honroso en el año 1434).
La iglesia del pueblo data del siglo XVIII parece ser que fue construida sobre los restos de una antigua ermita. editado por David
Aguas abajo por el río Orbigo, a 3.5 km de Santa Marina y con la torre de su iglesia por atalaya, se encuentra Villamor. Es pueblo antiguo, y su historia se remonta a tiempos de la dominación Romana, cuando los legionarios de la Legio VII Gemina y los de Asturica Augusta acudían a veranear y recrearse en esta zona, llamada "Villa Mauri" es decir, la Villa de Mauro. Los romanos tenían por costumbres poner su nombre a su villa..  En el casco urbano se han encontrado restos de esa cultura: monedas, ánforas, posibles subcalzadas y mosaicos.
Posteriormente, y durante casi mil años, la zona del Páramo leonés y buena parte del Orbigo quedaron despoblados, como consecuencia de la caída del Imperio romano, de la política de desertización llevada a cabo por algunos reyes y de las invasiones árabes, especialmente las de Almanzor.  En el siglo X se comienza su repoblación por el proceso de colonización: quienes roturen las tierras se convierten en sus propietarios, manteniendo las mismas la titularidad real. Importantes son en esta época las primeras Ordenanzas, verdaderos códigos de leyes locales para dotar a las actividades económicas de las comunidades de una normativa aún no regulada por el Estado.
Importante fue la construcción de la Presa Cerrajera, motor económico de la zona, al posibilitar regadíos y la actividad de los molinos, construida según unos por los romanos, y según otros por los árabes.
La titularidad del Estado sobre Villamor y sus tierras pasa sucesivamente a manos del Cabildo de Astorga y al Convento de Santa María de Carrizo, a los que pagaban los diezmos y demás rentas correspondientes, hasta que a mediados del siglo XVII pasa a ser posesión de la marquesa de Villaverde, residente en León.
Al igual que la mayoría de las poblaciones de las márgenes del Orbigo, la estructura del término estaba ya claramente diferenciada en el siglo XVIII en tres niveles:  una primera aureola en el entorno inmediato del casco urbano formada por huertos y prados; un segundo nivel rodeando al anterior formado por tierras de cultivo y prados abiertos de propiedad privada, pero sometidos a una servidumbre ganadera de tipo colectivo; y un tercer nivel de terrenos de propiedad y uso común, más exterior, ocupado por pastizales y eriales.
En el siglo XIX se producen una serie de factores que determinan un gran cambio de la situación: Se suprimen los vínculos seculares de dependencia jurídica del pueblo y sus gentes, se suprimen también los votos y los censos.  La desamortización de Mendizábal no supuso un acceso a la propiedad más fácil, sino que los pudientes adquirieron las tierras a precios irrisorios, y luego encarecieron la oferta.  La introducción de la patata en la dieta familiar, en detrimento del cereal produce una revolución en la organización de los productos agrarios y ha sido el factor determinante del aumento de población hasta los años 60 de nuestro siglo. Las nuevas técnicas de cultivo y nuevas roturaciones supusieron una liberación del esfuerzo físico.
En el presente siglo Villamor ha sufrido al igual que el resto de la provincia, una intensa emigración y descenso de población. La concentración parcelaria de 1990-92 y el uso de nueva maquinaria en los cultivos ha supuesto el exceso de mano de obra y el cambio de paisaje:  de los pequeños prados orlados por setos naturales, que contribuían a crear un verdadero microclima en la Ribera, se ha pasado a grandes extensiones roturadas y despobladas de árboles, limitadas por cauces rectilíneos.
Es notable nuestra Iglesia. Está edificada sobre una antigua ermita, de la que sólo se conserva el ábside, de tapial completamente y que hoy constituye el altar mayor. La piedra para su construcción fue traída de Brimeda (El Siero). Probablemente fue construida en 1777-78.

## Fiestas
Celebra fiestas los siguientes días:
- 7 de enero: San Julián, patrono del pueblo
- 8 de enero: San Julianico.
- Corpus Christi, que se celebra 60 días después del Domingo de Resurrección
- Corazón de Jesus, la semana posterior del Corpus Christi
- Primer viernes de agosto: se celebra la fiesta del verano, popularmente conocida como Fiesta de San Porras.

## Caza y pesca
El coto de pesca de Santa Marina del Rey está situado en Villamor de Órbigo. En él se realizan actividades de pesca deportiva en las que se captura principalmente truchas.
También cuenta con coto de caza en el cual la presa más común es la perdiz.

## El lugar en fotografías

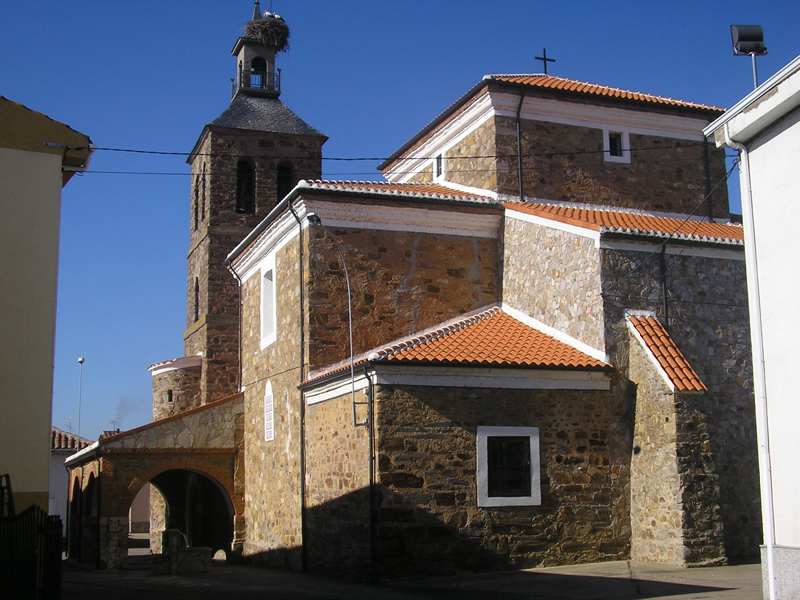
Iglesia de Villamor de Órbigo
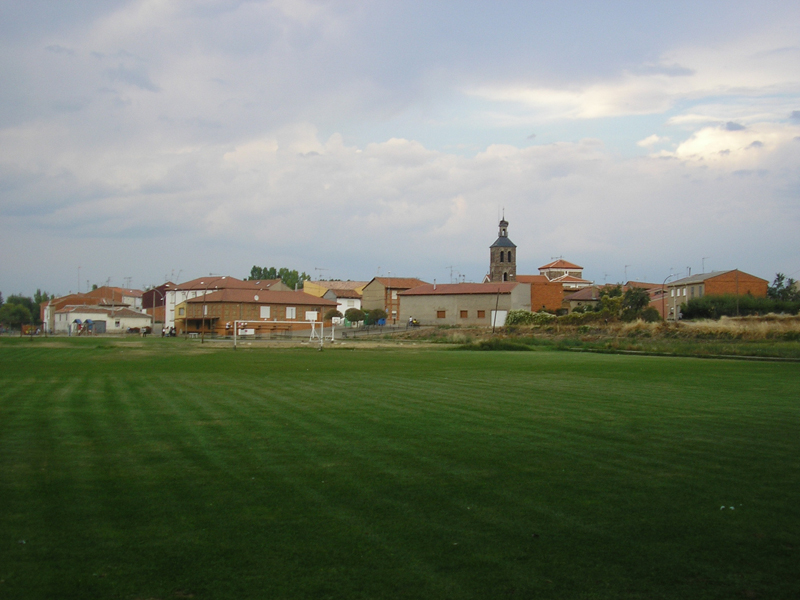
La Manga de Villamor de Órbigo
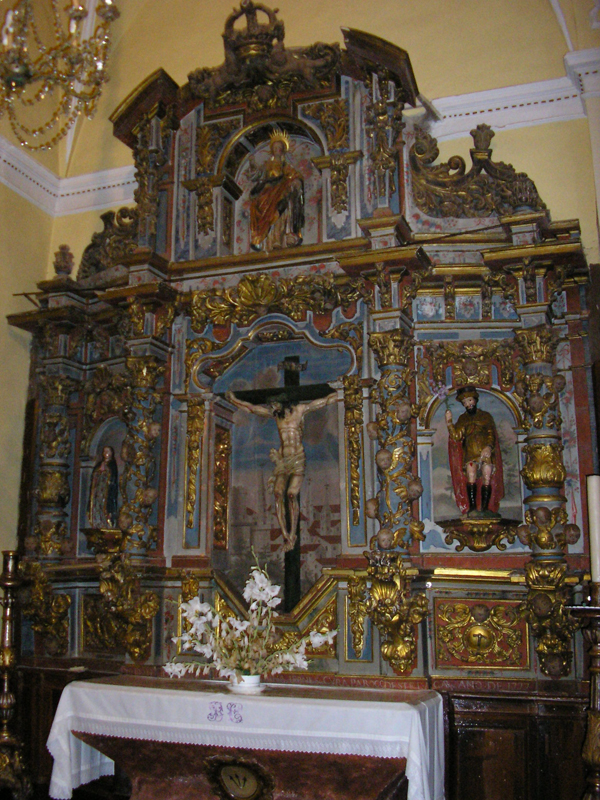
Retablo de la iglesia de Villamor de Órbigo